# Itumeleng Khune
Itumeleng Isaac Khune (Ventersdorp, Dél-afrikai Köztársaság, 1987. június 20.) dél-afrikai labdarúgó, aki jelenleg a Kaizer Chiefsben játszik kapusként.

## Pályafutása

### Kaizer Chiefs
Khuna hátvédként került a Kaizer Chiefs ifiakadémiájára 1999-ben, de egészségügyi problémái miatt egy ideig csak labdaszedőként tevékenykedhetett a pálya körül. A kapu mögött rendkívüli ügyességgel vetődött rá a célt tévesztett labdákra, erre a csapat akkori ifiedzője, Terror Sephoa is felfigyelt és ő javasolta neki, hogy próbálja ki magát kapusként. Ez nagyszerű ötletnek bizonyult, 2004-ben megkapta első profi szerződését a klubtól.
Ezután három évig nem kapott lehetőséget, de egy lépéssel közelebb került az első csapathoz, amikor az első számú kapus, Rowen Fernández az Arminia Bielefeldhez szerződött. A Chiefs tapasztalt hálóőre, Emile Baron folyamatosan sérülésekkel küszködött, így Muhsin Ertugral Khunét tette meg első számú kapusnak. 2007. augusztus 25-én, a Jomo Cosmos ellen debütált. Azóta nagyon fontos tagja a csapatnak, több egyéni díjat is besöpört már jó teljesítményéért. Volt egy remek időszaka, mely során 30 meccsen mindössze 19 gólt kapott. A 2009/10-es szezonban három hónapot ki kellett hagynia egy ujjsérülés miatt.

## Válogatott
Khune tagja volt a 2008-as afrikai nemzetek kupáján részt vevő dél-afrikai válogatottnak, de nem kapott játéklehetőséget a tornán. 2008. március 11-én, Zimbabwe ellen debütált. A 2009-es konföderációs kupán ő volt Dél-Afrika első számú kapusa, a csoportmeccsek során kivédte David Villa (Spanyolország) büntetőjét. Behívót kapott a 2010-es világbajnokságra. Ő volt a hazai rendezésű tornán a válogatott első számú kapusa, de június 16-án kiállították az Uruguay elleni mérkőzésen, miután szabálytalankodott Luis Suárezzel szemben. Ő a második kapus akit kiállítottak vb- mérkőzésen, 1994-ben Gianluca Pagliuca jutott hasonló sorsra. 2013 óta a válogatott csapatkapitánya. Részt vett a 2016-os olimpián.

## Külső hivatkozások
- Adatlapja a FIFA honlapján Archiválva 2009. június 29-i dátummal a Wayback Machine-ben
- Válogatottbeli statisztikái

## Fordítás
- Ez a szócikk részben vagy egészben  az   Itumeleng Khune című angol Wikipédia-szócikk fordításán alapul.  Az eredeti cikk szerkesztőit annak laptörténete sorolja fel. Ez a jelzés csupán a megfogalmazás eredetét és a szerzői jogokat jelzi, nem szolgál a cikkben szereplő információk forrásmegjelöléseként.